# قوقفين
قوقفين قرية في منطقة معرة النعمان في محافظة إدلب في سورية. تقع على بعد حوالي 28 كم إلى الشمال الغربي من مدينة معرة النعمان. تقع في جبل الزاوية وتطل على سهل الغاب. بلغ عدد سكانها 312 نسمة في عام 2004 حسب إحصاء المكتب المركزي للإحصاء. تشتهر  القرية بزراعة التين حيث تنتج سنويا حوالي 100 طن من ثمارها. تشكل مجلس محلي في القرية برئاسة خالد يوسف المصطفى سنة 2015.